# Bathycolpodes subfuscata
Bathycolpodes subfuscata är en fjärilsart som beskrevs av W. Warren 1902. Bathycolpodes subfuscata ingår i släktet Bathycolpodes och familjen mätare. Inga underarter finns listade i Catalogue of Life.